# Хуалун 1

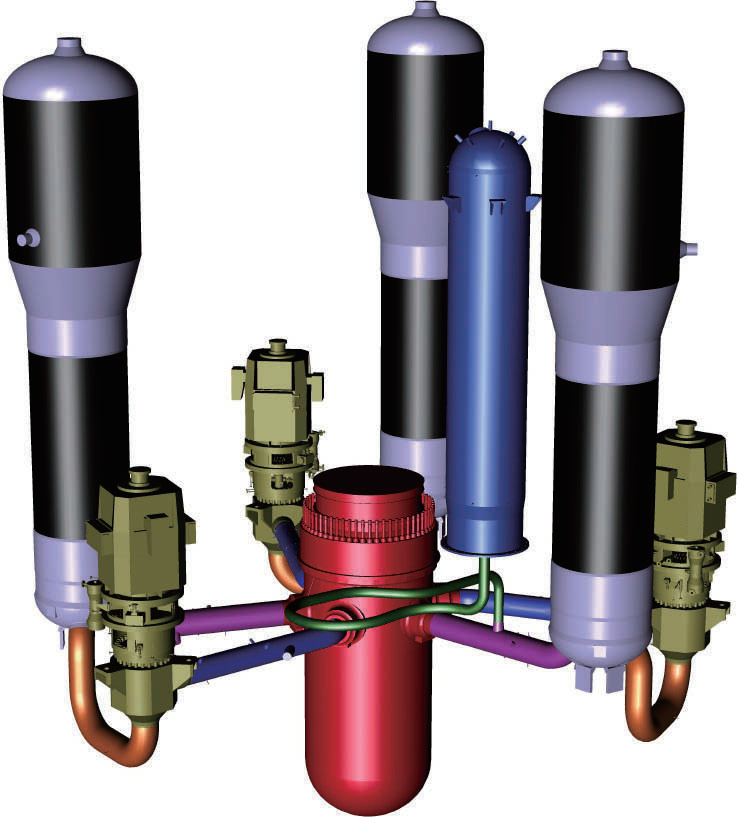
Первинна система теплоносія, що показує корпус реактора (червоний), парогенератори (фіолетовий), компенсатор розширення (синій) і насоси (зелений) у трьох контурах теплоносія ядерного реактора Хуалун 1

Хуалун 1 (кит.: 华龙一号, «China Dragon №1») — це китайський водно-водяний ядерний реактор третього покоління, розроблений спільно Китайською генеральною ядерною енергетичною групою (CGN) і Китайською національною ядерною корпорацією (CNNC). Версія CGN та її похідна версія для експорту називається HPR1000. У засобах масової інформації його зазвичай помилково називають «ACPR1000» і «ACP1000», які насправді є попередніми програмами проектування реакторів CGN і CNNC.
Блок 5 АЕС Фуцін був першим блоком Хуалун 1, який почав комерційну експлуатацію 30 січня 2021 року.

## Дизайн

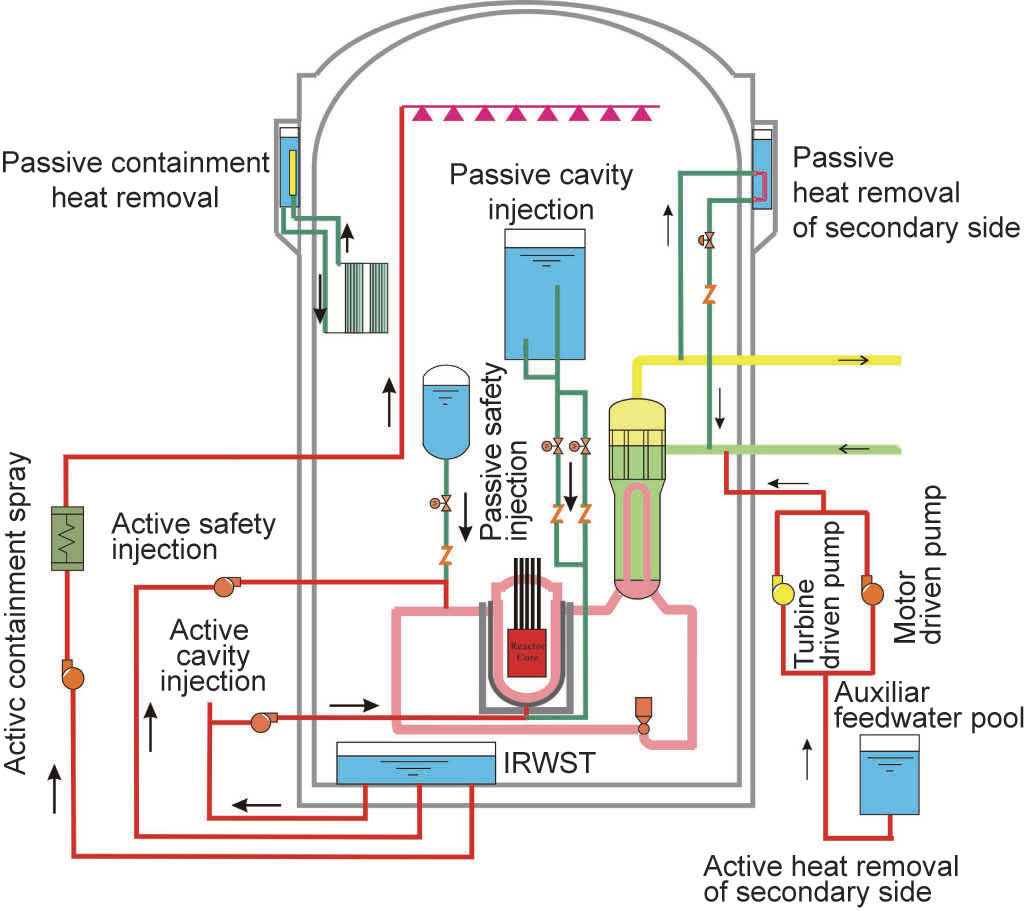
Активна і пасивна системи охолодження HPR1000 (Hualong One)
Червона лінія − активні системи
Зелена лінія − пасивні системи
IRWST − резервуар для зберігання води для дозаправки

Hualong One спільно розроблено Китайською національною ядерною корпорацією (CNNC) і Китайською генеральною ядерною енергетичною групою (CGN) на основі триконтурного ACP1000 від CNNC і ACPR1000 від CGN, які, у свою чергу, базуються на французькому M310.

### Злиття ACP-1000 і ACPR-1000 в Хуалун 1
Починаючи з 2011 року, CNNC поступово об’єднує свій проект атомної електростанції ACP-1000  з дизайном CGN ACPR-1000, дозволяючи деякі відмінності, під керівництвом китайського ядерного регулятора. Обидва мають триконтурні конструкції, спочатку засновані на тій самій французькій конструкції M310, що використовувалася в Дайя-Бей, зі 157 паливними збірками, але пройшли різні процеси розробки (ACP-1000 CNNC має більш вітчизняну конструкцію зі 177 паливними збірками, тоді як ACPR-1000 CGN є ближча копія з 157 ТВЗ). На початку 2014 року було оголошено, що об’єднаний проект переходить від попереднього до детального проектування. Вихідна потужність становитиме 1150 МВт з розрахунковим терміном служби 60 років і використовуватиме комбінацію пасивних і активних систем безпеки з подвійною захисною оболонкою. Конструкція паливної збірки CNNC 177 була збережена.
Спочатку об’єднаний дизайн мав називатися ACC-1000, але зрештою його назвали Hualong One. У серпні 2014 року комісія китайського ядерного регулятора класифікувала проект як проект реактора третього покоління з незалежними правами інтелектуальної власності. В результаті успішного злиття моделі ACP-1000 і ACPR-1000 більше не пропонуються.
Після злиття обидві компанії збережуть власний ланцюжок постачання, а їхні версії Хуалун 1 дещо відрізнятимуться (блоки, створені CGN, збережуть деякі функції ACPR1000), але дизайн вважається стандартизованим. Версія CNNC наголошує на більшій пасивній безпеці через вплив Westinghouse AP1000, із збільшеним об’ємом захисної оболонки та двома лініями активної безпеки, тоді як версія CGN має три лінії активної безпеки завдяки впливу Areva EPR. Близько 90% його комплектуючих буде виготовлено всередині країни.
Вихідна потужність Хуалун 1 становитиме 1170 МВт брутто, 1090 МВт нетто, з розрахунковим терміном служби 60 років і використовуватиме комбінацію пасивних і активних систем безпеки з подвійною захисною оболонкою. Він має конструкцію зі 177 ядер з 18-місячним циклом заправки. Коефіцієнт використання електростанції досягає 90%. CNNC заявила, що її системи активної та пасивної безпеки, двошарова оболонка та інші технології відповідають найвищим міжнародним стандартам безпеки.
За даними CNNC, вартість будівництва Хуалун 1 становить 17 000 юанів за кВт.
Наприкінці серпня 2014 року китайські регулюючі органи переконалися, що Hualong One належить до третього покоління і що права інтелектуальної власності повністю зберігаються в Китаї.

### Схвалення ЄС
У листопаді 2021 року Європейська організація з вимог до комунальних послуг (EUR) офіційно сертифікувала Хуалун 1 (HPR1000) як відповідний після чотириетапного процесу, який розпочався в серпні 2017 року. Вимоги охоплювали широкий спектр умов для ефективної та безпечної роботи атомних електростанцій.

### Схвалення Великої Британії
У лютому 2022 року регулюючі органи Великої Британії оголосили, що Hualong One (HPR1000) пройшов чотириетапну загальну оцінку дизайну (GDA), яка почалася в серпні 2017 року, і, отже, підходить для будівництва у Великій Британії, можливо, у проекті атомної електростанції Bradwell B. Управління ядерного регулювання видало підтвердження прийнятності проекту (DAC), а Агентство з навколишнього середовища Великої Британії видало заяву про прийнятність проекту (SoDA).

## Будівництво
Першими будуть побудовані блоки АЕС Фуцін 5 і 6 (провінція Фуцзянь), потім Fangchenggang 3 і 4 (Гуансі), Zhangzhou 1 і 2 (Фуцзянь), Taipingling 1 і 2 (Гуандун) і San'Ao 1 і 2 (Чжецзян). Fuqing 5 почав комерційну експлуатацію 30 січня 2021 року.
У Пакистані заплановано п’ять реакторів Хуалун 1, чотири реактори заплановано на ядерно-енергетичному комплексі Карачі і один реактор на АЕС Чашма, два з яких будуються в Карачі. Будівництво ще одного реактора Hualong One планувалося розпочати в 2020 році в Аргентині, але було зупинено під час переговорів. Проект було відновлено в 2021 році, і очікується, що будівництво почнеться в середині 2022 року, а дата завершення – до 2028 року.

## Міжнародний маркетинг
У грудні 2015 року CGN і CNNC домовилися створити компанію Hualong International Nuclear Power Technology Co як спільне підприємство для просування Hualong One на закордонні ринки , яке було офіційно запущено в березні 2016 року. 19 січня 2017 року Управління ядерного регулювання Великої Британії (ONR) розпочало процес загальної оцінки конструкції Hualong One, який, як очікується, буде завершено у 2021 році перед можливим розгортанням на майданчику атомної електростанції Bradwell. 16 листопада 2017 року ONR і Агентство з навколишнього середовища оголосили, що переходять до наступного етапу загальної оцінки проекту реактора HPR1000 Великої Британії. Крок 2 формально розпочався цього дня і, як планується, триватиме приблизно 12 місяців. Цільовий часовий масштаб для процесу GDA у Великій Британії HPR1000 становить близько п’яти років від початку Кроку 1.

## Хуалун 2
CNNC планує розпочати створення наступної версії під назвою Хуалун 2 до 2024 року. Це буде більш економічна версія, яка використовує аналогічну технологію, скоротить час будівництва з 5 років до 4 і зменшить витрати приблизно на чверть з 17 000 юанів за кВт до 13 000 юанів за кВт.